# Argyrocorys niphorrhabda
Argyrocorys niphorrhabda är en fjärilsart som beskrevs av Edward Meyrick 1938. Argyrocorys niphorrhabda ingår i släktet Argyrocorys och familjen äkta malar.
Artens utbredningsområde är Kongo-Kinshasa. Inga underarter finns listade i Catalogue of Life.